# Rosa Luna
Rosa Luna   (Montevideo, 28 de maig de 1937 - Toronto, 13 de juny de 1993) és una ballarina i vedet del carnaval de Montevideo uruguaiana.

## Biografia
Rosa Amelia Luna va néixer a el Conventillo Mediomundo, lloc emblemàtic de la comunitat afrodescendent de l'Uruguai. Va ser una icona del carnaval uruguaià, i una vedet que s'imposava per la seva forta personalitat i la seva exuberant figura. Va ser també coreògrafa.
Rosa va treballar de domèstica des de petita, va patir maltractaments del seu padrastre, l'explotació dels seus patrons i discriminació. Es va vincular al carnaval i va debutar en la comparsa Granaderos del Amor. Plena de vitalitat i alegria passava les nits ballant candombe. Va formar part de gairebé totes les comparses: Zorro Negro, Morenada, Serenata Africana, Fantasía Negra, entre d'altres, sempre com a ballarina principal; era la vedet.
Luna va morir d'un atac de cor als 55 anys mentre actuava al Canadà. La seva mort sobtada, va sorprendre l'opinió pública i va privar a la Desfilada de Llamadas d'una presència impossible de substituir.

## Activitat com artista
Rosa es va convertir en l'atracció de les desfilades de Carnaval i de Llamadas, que es van iniciar el 1956. En els seus espectacles ballava, cantava i actuava. Valenta i molt decidida es va convertir en coreògrafa dirigint ella mateixa les seves pròpies comparses, dissenyava i confeccionava el seu vestuari i les seves plomes. A partir de la dècada del 1960 es va convertir en la màxima figura femenina, rivalitzant amb Martha Gularte.
Als 42 anys va trobar l'amor de la seva vida, Raúl, un jove gairebé vint anys menor que ella i amb qui va adoptar un nen, Rulito. Va formar la Tribu de Rosa Luna, un conjunt musical amb el qual realitzava presentacions en diversos llocs. Va escriure la seva autobiografia Sin tanga y sin tongo, on va exposar les seves dificultats i les de la seva comunitat, va parlar del seu país i dels seus somnis.
Va escriure cançons que va gravar amb la seva veu i després van interpretar altres, com Ruben Rada i Horacio Guarany. Rosa va fer gires artístiques per Europa, Austràlia i Estats Units d'Amèrica, fent conèixer el ritme del candombe. Va rebre nombrosos premis.

## Activitat com a militat social
Tenia una columna setmanal al diari La República, on expressava la seva preocupació per la comunitat afrodescendent, per la condició de la dona i per la injustícia social. Com a militant social va ser presidenta de l'Organització Món Afro des dels seus inicis, el 1988, per promoure la cultura afro i treballar pels drets dels negres i de les dones. Molts artistes li van dedicar temes: Jaime Roos, El Sabalero, Els Olimareños. Era coneguda com la «Reina Africana», «Vedette de l'Asfalt», «Ànima del Carnestoltes», i «Eva de vori». El 1993, estant en una gira per Canadà, la va sorprendre la mort. Les seves restes estan en el panteó d'AGADU, al Cementiri del Nord de Montevideo.
El Conventillo Mediomundo va ser demolit per la dictadura militar el 3 de desembre de 1978, després del desallotjament forçat dels seus habitants. Des de l'any 2006, el dia 3 de desembre va ser declarat, per la Llei 18.059 com «Dia nacional del candombe, la cultura afrouruguaià i l'equitat racial», i el candombe com a patrimoni cultural de l'Uruguai.